# Trichosia scotica
Trichosia scotica är en tvåvingeart som först beskrevs av Edwards 1925.  Trichosia scotica ingår i släktet Trichosia och familjen sorgmyggor. Arten är reproducerande i Sverige. Inga underarter finns listade i Catalogue of Life.